# Antoni Bolòs i Ferrussola
Antoni de Bolòs i Ferrussola (Olot, 1714 - 1772) va ser un apotecari i naturalista català. Membre d'una família d'apotecaris, farmacèutics i naturalistes originària d'Olot, fou net d'Antoni Bolòs Noguera. Va compartir la dedicació a la farmàcia amb la investigació botànica, participant de l'esperit curiós i cientifista del seu segle, tenint una relació directa amb els botànics de la seva època. Va interessar-se per la vegetació del Montseny i la dels Pirineus. L'any 1735 es va casar amb Teresa Minuart i Amorós, filla del botànic Joan Minuart i Parets, i amb qui va realitzar exploracions botàniques, juntament també amb Josep Quer i Martínez. Amb Minuart i amb Quer, va herboritzar en diverses comarques catalanes, i va manejar els treballs que publicaren aquests botànics, així com alguns llibres científics que havien pertangut a Minuart i que van anar a parar a Olot, els quals van servir per desvetllar posteriorment més vocacions de botànic en les generacions successives de la família. Un fill d'Antoni Bolòs i Ferrussola i de Teresa Minuart, Miquel Bolòs i Minuart, va fer-se càrrec de la continuïtat de la farmàcia d'Olot i va ser el pare de Francesc Xavier de Bolòs i Germà (1773 - 1844), net d'Antoni Bolòs.